# Laniarius turatii
Bubu-de-turati ou picanço-da-guiné (Laniarius turatii) é uma espécie de ave da família Corvidae.
Pode ser encontrada nos seguintes países: Guiné, Guiné-Bissau e Serra Leoa.
Os seus habitats naturais são: savanas húmidas.